# Chylomikron

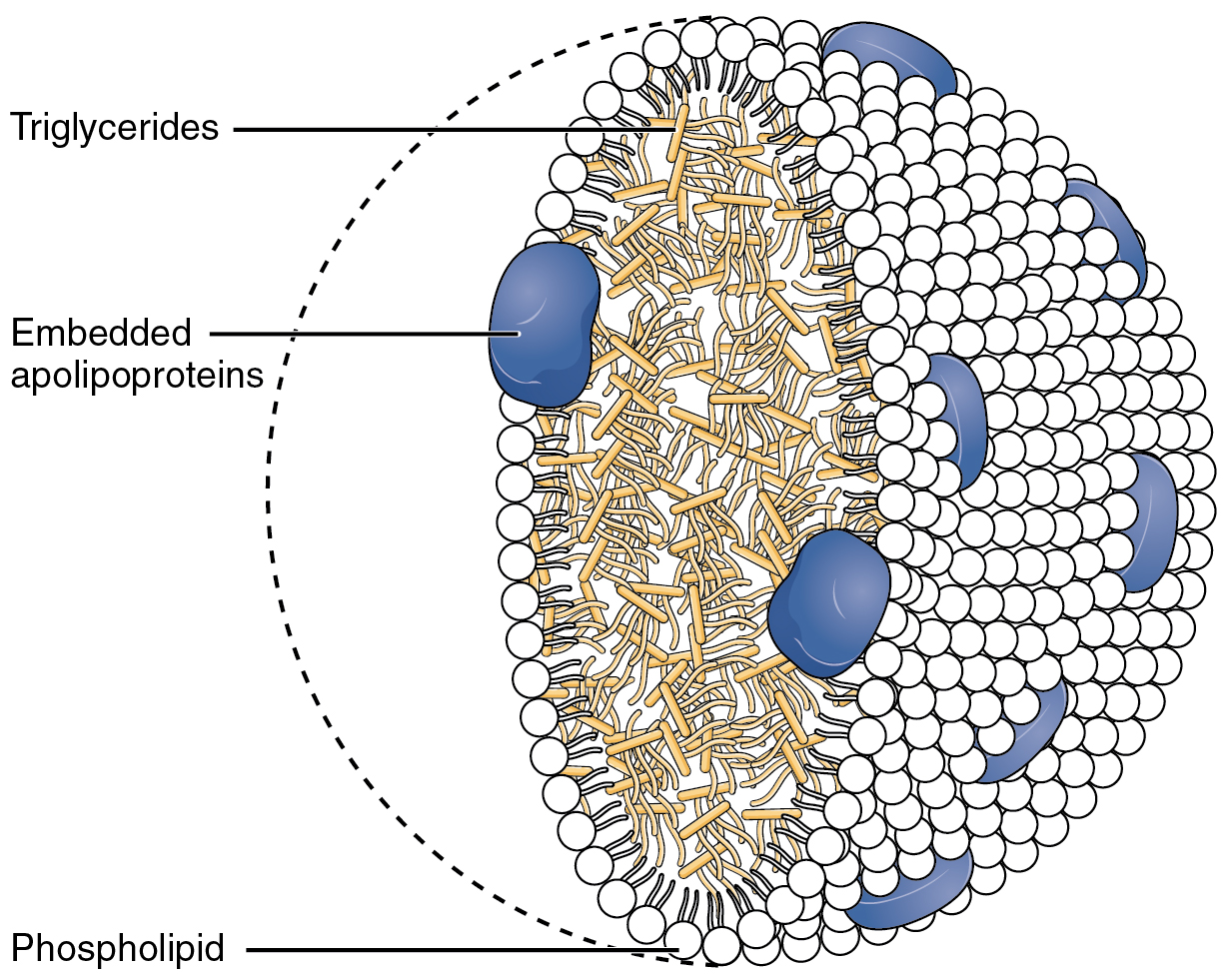
Chylomikron - struktura lipoproteinové částice

Strukturní schéma chylomikronu. ApoA, ApoB, ApoC a ApoE značí apolipoproteiny; zelené částice značí hydrofilní části fosfolipidů a z nich vybíhající žluté řetězce značí jejich hydrofobní částí; T značí triacylglycerol a C značí ester cholesterolu.

Chylomikron je lipoproteinová částice o průměru 0,1–1 mikrometru (respektive až 107 kDa) a o velmi nízké hustotě (méně než cca 0,95–1 g/ml). Z lipoproteinových částic (chylomikrony, VLDL, IDL, LDL, HDL) je největší, ale dosahuje nejmenšího zastoupení proteinové složky.

## Složení
Složení chylomikronů je definováno takto:
| Složky   | Zastoupení (%) | Konkrétní zástupci                                               |
| -------- | -------------- | ---------------------------------------------------------------- |
| Lipidy   | 98–99 %        | Triacylglyceroly (84 %), Cholesterol (7 %), Fosfolipidy (7 %)    |
| Proteiny | 1–2 %          | Apolipoproteiny 2 % (z toho ApoC 66 %, ApoB 22,5 %, ApoA 11,6 %) |

## Cirkulace
Lipidy vstřebávané z potravy vstupují do buněk střevního epitelu, kde z nich vznikají drobné kapičky známé jako chylomikrony. Následně vstupují do lymfatické soustavy. Na povrch se nabalí malé množství apolipoproteinů, které chylomikron pomáhají ve vodním prostředí stabilizovat a zabraňují tomu, aby se lepily na stěny lymfatických cév. Vyjma triacylglycerolů (jednoduchých tuků) se formou chylomikronů do lymfatické soustavy dostává i většina vstřebávaných fosfolipidů i cholesterolu. Chylomikrony se následně s lymfou vlévají do krve, a tak může po tučném jídle dosahovat koncentrace chylomikronů až 1–2 % krevní plazmy (ta se navíc díky tomu barví do žluta). Po asi hodině však hladina chylomikronů opět velmi rychle klesá s tím, jak se tuky ukládají do tukové tkáně a do jater (aktivitou epiteliální lipoprotein lipázy). 